# デラウェアハンデキャップ
デラウェアハンデキャップ（Delaware Handicap）は、アメリカ合衆国のデラウェアパーク競馬場にて開催される競馬の競走である。

## 概要
グレード制ではGIIに類される。ダート9.5ハロンで施行され、出走条件は3歳以上牝馬のハンデキャップ競走。
2013年よりGIに昇格されたが、2018年からはGIIに、2025年からはGIIIにそれぞれ降格されている。

## 近年の勝ち馬
- 2024年 Honor D Lady
- 2023年 Idiomatic
- 2022年 Miss Leslie
- 2021年 Miss Marissa
- 2020年 Dunbar Road
- 2019年 Elate
- 2018年 Elate
- 2017年 Songbird
- 2016年 I'm a Chatterbox
- 2015年 Sheer Drama
- 2014年 Belle Gallantey[2]
- 2013年 Royal Delta
- 2012年 Royal Delta
- 2011年 Blind Luck
- 2010年 Life at Ten
- 2009年 Swift Temper
- 2008年 Hystericalady
- 2007年 Unbridled Belle
- 2006年 Fleet Indian
- 2005年 Island Sand
- 2004年 Summer Wind Dancer
- 2003年 Wild Spirit
- 2002年 Summer Colony
- 2001年 Irving's Baby
- 2000年 Lu Ravi